# Alzon
 Alzon  es una población y comuna francesa, en la región de Occitania, departamento de Gard, en el distrito de Le Vigan. Es la cabecera del cantón de su nombre, aunque Aumessas la supera en población.

## Demografía
| 457 | 339 | 358 | 280 | 237 | 201 | 183 | 208 |
| Para los censos de 1962 a 1999 la población legal corresponde a la población sin duplicidades (Fuente: INSEE [Consultar]) |     |     |     |     |     |     |     |

## Lugares de interés
- Arboretum de Cazebonne